# Robby Kelley
Robby Kelley (* 26. Mai 1990 in Burlington, Vermont) ist ein US-amerikanischer Skirennläufer. Er ist auf die Disziplinen Slalom und Riesenslalom spezialisiert. Robby Kelley ist der Sohn von Lindy Cochran, einer erfolgreichen Skirennläuferin der 1970er-Jahre, und Bruder von Jessica und Tim Kelley, die ebenfalls Skirennläufer waren.

## Biografie
Aufgewachsen in Starksboro, erlernte Kelley im familieneigenen Wintersportgebiet Cochran’s Ski Area im nördlichen Vermont das Skilaufen. Er besuchte im Herbst und Frühjahr die Mount Abraham Union High School in Bristol und während der Wintermonate die Mount Mansfield Winter Academy in Stowe, um sich intensiver dem Skirennsport zu widmen. 2009 begann er ein Studium an der University of Vermont in Burlington.
Seine ersten FIS-Rennen fuhr Kelley in der Saison 2005/2006. Nachdem er im nächsten Winter zum ersten Mal ein FIS-Rennen gewonnen hatte, kam er ab der Saison 2008/2009 auch im Nor-Am Cup zum Einsatz. Während seiner ersten drei Jahre im Nor-Am Cup konnte er sich in insgesamt sechs Rennen unter den besten 20 platzieren, doch Spitzenresultate blieben aus, weshalb er nie bei Juniorenweltmeisterschaften zum Einsatz kam. Nachdem Kelley 2011 in den C-Kader des US-Skiteams aufgenommen worden war, feierte er am 13. und 14. Dezember 2011 in den Riesenslaloms von Panorama seine ersten beiden Siege im Nor-Am Cup. Zuvor war er noch in keinem Nor-Am-Rennen unter die besten zehn gefahren. Mit diesen beiden Siegen sicherte er sich den Gewinn der Nor-Am-Riesenslalomwertung 2011/12. Am Ende des Winters wurde er US-amerikanischer Meister im Riesenslalom.
Zu Beginn der Saison 2012/13 gab Kelley im Riesenslalom von Sölden sein Debüt im Weltcup. Die ersten Weltcuppunkte gewann er am 12. Januar 2013 mit Platz 23 im Riesenslalom von Adelboden. Bis heute ist das seine beste Platzierung im Weltcup. Er konnte sich 3 weitere Male in den Top 30 platzieren, kam aber nie über Platz 25 hinaus.
Kelley nahm für sein Heimatland an zwei alpinen Skiweltmeisterschaften teil. Bei den Weltmeisterschaften 2013 in Schladming erreichte er im Riesenslalom Rang 26.

## Erfolge

### Weltmeisterschaften
- Schladming 2013: 26. Riesenslalom
- St. Moritz 2017: 39. Slalom

### Weltcup
- 4 Platzierungen unter den besten 30

### Weltcupwertungen
| Saison  | Gesamt | Gesamt | Riesenslalom | Riesenslalom | Slalom | Slalom |
| Saison  | Platz  | Punkte | Platz        | Punkte       | Platz  | Punkte |
| ------- | ------ | ------ | ------------ | ------------ | ------ | ------ |
| 2012/13 | 133.   | 8      | 45.          | 8            | -      | -      |
| 2013/14 | 145.   | 3      | 52.          | 3            | -      | -      |
| 2014/15 | -      | -      | -            | -            | -      | -      |
| 2015/16 | -      | -      | -            | -            | -      | -      |
| 2016/17 | 147.   | 6      | -            | -            | 56.    | 6      |

### Europacup
- 1 Podestplatz

### Nor-Am Cup
- Saison 2011/12: 1. Riesenslalomwertung
- Saison 2014/15: 6. Slalomwertung
- Saison 2015/16: 6. Slalomwertung
- 7 Podestplätze, davon 2 Siege:

| Datum             | Ort      | Land   | Disziplin    |
| ----------------- | -------- | ------ | ------------ |
| 13. Dezember 2011 | Panorama | Kanada | Riesenslalom |
| 14. Dezember 2011 | Panorama | Kanada | Riesenslalom |

### Weitere Erfolge
- US-amerikanischer Meister im Riesenslalom 2012
- 1 Podestplatz im Europacup
- 2 Siege bei FIS-Rennen